# Chikkahejjur, Hunsur
Chikkahejjur là một làng thuộc tehsil Hunsur, huyện Mysore, bang Karnataka, Ấn Độ.